# Los Perros
Los Perros fon un grup alcudià de punk rock.

## Trajectòria
Sorgits l'any 1990 amb el nom de TV Eyes, al poc de temps començaren a fer concerts i, després de canviar de baixiste i de nom, Joseber (guitarra), Karuso (veu), Puig (baix) i Sam (bateria) gravaren el seu primer EP de tres cançons com a Los Perros. Amb eixe disc es presentaren al concurs Villa de Bilbao, aprofitaren per fer la primera gira per gaztetxes d'Euskadi i foren seleccionats dos anys seguits per al Circuit Rock; eixos primers anys feren seixanta concerts, incloent viatges a França i Alemanya, telonejaren a grups com Cicatriz o La Perrera i oferiren un concert memorable a la sala Gasolinera. L'estiu de 1993, la dispersió dels quatre membres deixà el grup inactiu fins a gener de 1994, en el qual es reuniren amb la intenció de fer un altre enregistrament.
Després de publicar un primer disc compacte homònim en Roto Records i de refundar-se com a quintet amb Gigante al baix i Miguel a l'altra guitarra, els Perros fitxaren per Munster Records i gravaren llur segon disc, Yo nunca me lavo, als estudis Chockablock de Bilbao amb Mikel dels Safety Pins com a productor i versions de Bored!, Radio Birdman,
i The Stooges, esta última —"I Got a Right"— l'única menys òbvia per a la crítica gràcies a la col·laboració de Richard de The Onyas, amb els quals compartiren la gira conjunta Booze'n'Speed Los Perros i Los Ass-Draggers, els tres de Munster.
Quatre anys després, repetiren productor i estudi per a gravar Rockeros, un disc cantat quasi tot en castellà i amb cançons més llargues, que la crítica comparà amb el rock escandinau.
El seu últim disc, Live! At the Star-Club, gravat a Londres als estudis Toe Rag de Liam Watson, conté deu cançons en anglés,
entre les quals una versió de "Leaving Here".

## Discografia
| • Los Perros (Pertegás, 1991)                       |
| --------------------------------------------------- |
| (EP) 1. Soy volátil 2. Escupe tu amor 3. Cinderella |

| • Los Perros (Roto Records, 1995) |
| --- |
| (CD) 1. Can't really fill (2’15") 2. Psychoporno metrakit (2’16") 3. Love underground (2’28") 4. The superfucker (1’53") 5. Teresa Ramírez (2’14") 6. Nos vamos a Hollywood (4’17") 7. She was sad (3’37") 8. I'm loser (3’24") 9. Crack baby (4’47") 10. Moster (1’39") |

| • Yo nunca me lavo (Munster Records, 1997) |
| --- |
| (CD/LP) 1. That Bitch 2. Shake Mama 3. Hey Hey 4. Machupichu 5. I Got a Right 6. Motherfucker 7. Yo nunca me lavo 8. Solitaria 9. Paquito Kingsland es así 10. I'm Garbage 11. Speedball 12. Do the Pop 13. Está bien 14. Ta mare te busca 15. Motherfuckin' Motherfucker 16. Ultratrash 17. Aburrido' 18. Over the Top 19. Instrumental' |

| • Rockeros (Munster, 1999) |
| --- |
| (CD/LP) 1. Rockeros 2. Mal día 3. Turbo Rock 4. No me importa 5. Gotta See More Of You 6. H.C. 7. Hablas demasiado 8. Nada es igual 9. Something Else 10. Voy a mi bola 11. Fuckin' My Brain 12. Mehor reinar en el infierno 13. Busca y destruye 14. Go 15. Gimmie Rock'n'Roll 16. Rock Me 17. The Parra Dancin' |

| • Live! At the Star-Club (Munster, 2003) |
| --- |
| (LP) 1. If You Want Women (2’36") 2. I Should Say (2’27") 3. Too Fast (2’49") 4. In the Laufhaus (1’46") 5. Dog's Egg Stomp (1’53") 6. Chinese Rock 'N' Roll (1’56") 7. The Kids Are Alright (1’49") 8. Morning Flames (1’41") 9. I Wanna Take You Now (1’25") 10. Leaving Here (2’31") |